# Beautiful Sky
Beautiful Sky ist das dritte Studioalbum der deutschen Band Reamonn. Das Album wurde am 23. Mai 2003 veröffentlicht und für mehr als 200.000 in Deutschland verkaufte Tonträger von Bundesverband Musikindustrie mit einer Platinschallplatte ausgezeichnet. Alle Titel wurden von Reamonn erstellt.

## Entstehung
Für das dritte Album wurde Andreas Herbig (Boogieman) als Produzent verpflichtet, der schon für die H-Blockx, a-ha und Deichkind gearbeitet hatte. Mit Tonmeister Peter Schmidt (alias BlackPete), der schon für Selig, BAP und Blumfeld gearbeitet hat und Daniel Bongard wurden auf vier Liedern echte Streicher (Reamonn-Keyboarder Sebastian Padotzke und Stefan Pintev an der Violine) eingespielt. Das Album entstand in Spanien und wurde von Boogieman und BlackPete in Hamburg gemischt.
Beautiful Sky wurde im November 2003 als Winter Edition mit einer zweiten CD wiederveröffentlicht.

## Titelliste
1. Intro – 3:03
2. Beautiful Sky – 4:04
3. Star – 3:55
4. Falling Down – 5:19
5. Alright – 4:52
6. Valentine – 2:51
7. Strong – 4:34
8. Promised Land – 4:15
9. Pain – 5:03
10. Angels Fly – 4:37
11. Sunshine Baby – 3:19
12. A Little Bit of Sunshine – 4:04
13. Sold – 4:25
14. Back Again (Zusatztrack) – 7:35

Auf der Winter Edition zusätzlich:
1. Star – 4:19
2. Alright – 4:15
3. Strong – 3:57
4. Angels Fly – 4:32
5. I Need You – 3:37

## Chartplatzierungen
| ChartsChartplatzierungen | Höchstplatzierung | Wochen |
| ------------------------ | ----------------- | ------ |
| Deutschland (GfK)        | 3 (65 Wo.)        | 65     |
| Österreich (Ö3)          | 39 (25 Wo.)       | 25     |
| Schweiz (IFPI)           | 16 (55 Wo.)       | 55     |

## Rezeption
Michael Schuh von laut.de urteilt: „Reamonn kehren zu ihren Ursprüngen zurück und schwenken behäbig zwischen rockigen Pop-Balladen und balladesken Pop-Rockern hin und her. Statt zarter Melancholie verbreitet die Songpalette allerdings vor allem gähnende Langeweile.“
Beim Bundesverband Musikindustrie wurde für das Album 2003 eine Goldene Schallplatte und 2004 eine Platinschallplatte für mehr als 200.000 verkaufte Tonträger zertifiziert.